# Dietmar Ackerl
Dietmar „Didi“ Ackerl (* 6. Mai 1965; † 17. Juni 2022) war ein österreichischer Trampolinturner.

## Leben & Karriere
Didi Ackerl wurde am 6. Mai 1965 geboren; seine Schulausbildung absolvierte er unter anderem von 1979 bis 1984 an der BULME Graz-Gösting, die er mit einem Ingenieurstitel im Bereich Maschinenbau abschloss. Danach begann er im Jahre 1985 ein Studium der Betriebswirtschaftslehre an der Universität Graz, das er im Jahre 1992 mit einem Magistertitel abschloss. Während dieser Zeit war er bereits seit zahlreichen Jahren tief im österreichischen Trampolinsport verankert und nahm unter anderem im Jahre 1989 bei den Trampolin-Europameisterschaften in Kopenhagen teil, wo er den 29. Platz im Einzelspringen und den 14. Platz im Synchronspringen mit seinem Partner Dietmar Baumann erreichte. Im Laufe der Jahre wurde er auch drei Mal österreichischer Meister im Trampolinturnen (1995, 1996 und 1997).
Nach seinem letzten Meistertitel zog sich Ackerl weitgehend aus dem aktiven Leistungssport zurück und trat nicht mehr bei wichtigen Wettkämpfen an, sondern blieb der Grazer Trampolinszene vielmehr als Techniktrainer erhalten. Erst rund fünf Jahre später wagte er das Comeback, als er bei den Staatsmeisterschaften 2002 in seiner Heimatstadt Graz an den Start ging. Obwohl er beruflich und familiär angebunden war und sich noch im März 2002 einen Bänderriss im Sprunggelenk zugezogen hatte, versuchte er an seine alte Stärke anzuschließen. Am Ende belegte der mittlerweile 37-Jährige den Siebenten Platz im Endklassement und zog sich weitgehend aus dem aktiven Wettkampfsport zurück. Er war viele Jahre der inoffizielle österreichische Schwierigkeitsrekordhalter und wurde erst im Jahre 2007 durch einen seiner Schützlinge, den damals 30-jährigen Dieter Hayn, und den damals 13-jährigen Steyrer Martin Spatt abgelöst, die mit 11,5 Punkten in der Kür einen neuen österreichischen Rekord aufstellten. Ackerl gelang in den späten 1980er Jahren eine Übung, die laut damaligen Wertungsvorschriften zwar nur knapp über 10 Punkte wert war, heute aber 12.0 bis 12.5 Schwierigkeitspunkte bringen würde.
Neben seiner Tätigkeit als Trampolinturner, als der er dem Trampolin und Freestyle Club Graz, kurz TFC Graz, angehörte, war nach seinem Studienabschluss hauptberuflich in der IT-Branche tätig. Nachdem er neben seinem Studium freiberuflich von 1988 bis 1990 für die Firma Elema Planung und Konstruktion von Maschinen Ges.m.b.H. in Graz als Detailkonstrukteur gearbeitet hatte, war er nach seinem Studium von Oktober 1993 bis August 1996 als IT-Organisator bei Steyr Daimler Puch, genauer bei der verbliebenen Steyr-Daimler-Puch Fahrzeugtechnik AG & Co. KG (SFT), engagiert. Danach übernahm er von September 1996 bis Jänner 1997 die Leitung der IT-Abteilung der Breitenfeld Edelstahl AG in Mitterdorf im Mürztal, ehe er sich im März 1997 dem Unternehmen Siemens Nixdorf am Standort Wien als Vertriebsbeauftragter anschloss und das er nur fünf Monate später im Juli 1997 wieder verließ. Daraufhin kam Ackerl im August 1997 zu Magna Heavy Stamping, einer Zweigniederlassung der Magna Metalforming AG (Teil der Magna International), mit Sitz in Albersdorf bei Gleisdorf. Hier war er schließlich bis November 2000 als Logistik- und IT-Manager tätig, ehe er im Dezember 2000 die Leitung der IT der FH Joanneum in Graz übernahm. Zwischendurch war Ackerl von Juni 2004 bis September 2005 als IT-Berater mit seiner eigenen Firma selbstständig.
Dietmar Ackerl war verheiratet mit Astrid und hatte vier Kinder.